# 本郷弦
本郷 弦（ほんごう げん、1972年2月7日 - ）は、日本の俳優。
東京都出身。無名塾18期生。YagiRock所属。

## 略歴
1994年、無名塾入塾（18期生）。
2020年、YagiRockへ入所。
2021年、Xを開設。

## 人物
- 特技：ギター・トランペット・殺陣・ボクシング
- 資格：普通免許・中型二輪[1]
- 祖父は彫刻家の本郷新。父は俳優の本郷淳。母は女優の柳川慶子。

## 出演

### 映画
- 1999 「金融腐食列島 呪縛」（東映 / 監督：原田眞人）
- 2002 「LAST SCENE」（監督：中田秀夫）
- 2016 「そこにあるセリフ」（48hour Film Festival / 山本大輔）
- 2016 「さらば あぶない刑事」（東映 / 監督：村川透）
- 2018 「ああ栄冠は君に輝く」（タキオンジャパン / 監督：稲塚秀孝）
- 2018 「恵庭事件 知られざる 50年目の真実」（監督：稲塚秀孝）
- 2019 「ある町の高い煙突」（エレファントハウス / 監督：松村克弥）

### テレビ
- 2004 「仮面ライダー剣」（テレビ朝日）
- 2006 「生物彗星WoO」（NHK）
- 2009 「相棒」（テレビ朝日）
- 2014 「軍師官兵衛」（NHK）
- 2015 「下町ロケット」（TBS）
- 2017 「精霊の守り人2 悲しき破壊神」（NHK）
- 2018 「そろばん侍 風の市兵衛」（NHK）
- 2020 「探偵・由利麟太郎」（カンテレ・フジテレビ系）
- 2020 「麒麟がくる」（NHK）
- 2021 「大岡越前」（NHK BS）
- 2021 「小河ドラマ 徳川☆家康」（時代劇専門チャンネル）
- 2021 「青天を衝け」（NHK）
- 2023 「さすらいのグルメハンター 函館編」第3話（8月6日、BS日テレ） - 北島浩二[3]
- 2024  バントマン 第1話（10月12日、東海テレビ・フジテレビ系） - ドラゴンズ球団本部長 役[4]

### CM
- 1999 江崎グリコ「キスミント〜責任転換編」
- 2001 八十二銀行「八十二リース パートナー編」
- 2002 WOWOW 「BAND OF BROTHERS」
- 2003 CS G+ 「キャンペーン編」
- 2003 CS G+ 「キャンペーン編」
- 2007 ノバルティス製薬「ラミシール」
- 2018 三菱UFJ信託銀行 Web CM「こころを託す物語 時計編」
- 2021 JAグループ新潟「誇りを胸に、頑張る人へ 新潟県産コシヒカリ」
- 2021 富士通パソコンFMV Chromebook14F
- 2022 サントリーチューハイ「Craft-196」

### ラジオテレビ
- 2014  NHK-FM青春アドベンチャー「砂漠の王子とタンムズの樹」
- 2015  NHK-FMシアター「かえりみち」

### Vシネマ
- 2022 「日本統一54」（2022.11.25 リリース）
- 2023 「日本統一55」辻裕之監督作品（2023.1.25 リリース）
- 2024 「CONNECT 覇者への道」

### 舞台
無名塾公演
- 2007 「ドン・キホーテ」
- 2009 「マクベス」
- 2011 「炎の人」
- 2013 「ウイリアム・シェイクスピア」
- 2018 「かもめ」「肝っ玉おっ母と子供たち」
- 2019 「シェイクスピアの言葉を泳ぐ」

外部公演
- 1999 【劇団☆新感線】「リトルセブンの冒険」
- 2011 「隠蔽捜査＆果断・隠蔽捜査2」
- 2012 【キョードー東京】「陽だまりの樹」
- 2015 【ネルケプランニング】「こどものおもちゃ」
- 2019　朗読劇「ヒロシマの歌」（演出・出演）
- 2019 【劇団男魂】「バカデカ」
- 2022 【アトリエ・センターフォワード】第18回公演「三人姉妹 ～愛と幻想と、残酷な時間～」